# Widzeld tom Brok
Widzeld tom Brok († 25. April 1399) wurde als ältester, aber illegitimer Sohn von Ritter Ocko I. tom Brok in Vertretung seines minderjährigen Halbbruders Keno Nachfolger seines Vaters Häuptling des Brokmer- und des Auricherlands in Ostfriesland.

## Leben
Der Name von Widzeld tom Broks Mutter ist unbekannt. Da im Heiligen Römischen Reich Deutscher Nation der Vater alle Rechte über die Kinder ausübte, während die Mutter diesbezüglich keinerlei Rechte besaß, wurde Widzeld am Hof Olde Borg seines Vaters Ocko (heute Oldeborg in der Gemeinde Südbrookmerland, Landkreis Aurich) erzogen. Sein Vater wurde 1391 in der Nähe seiner Auricher Burg ermordet.
Da sein Halbbruder Keno noch nicht volljährig war (das Volljährigkeitsalter variierte zwischen 12 und 16 Jahren), übernahm Widzeld tom Brok zusammen mit Foelke, seiner Stiefmutter, die vormundschaftliche Regierung. Widzeld schloss eine Allianz mit Folkmar Allena. Die von Widzelds Vater Ocko betriebene Anlehnung an Herzog Albrecht von Bayern dauerte, so scheint es, zunächst fort. Diesem hatte Ocko seine Herrschaft als Lehen angetragen, was viele Ostfriesen als Verletzung der friesischen Freiheit sahen.
Im Jahre 1392 ersuchte Herzog Albrecht Widzeld, er möge den Rotterdamer Bürger Potter unterstützen. Wiarda nennt ihn diesen auch den "Tyrannen Potter." Dieser war eine Zeit lang von dem Harlinger Aybo Rambodisna gefangen gehalten worden. Erst nach Zahlung eines beträchtlichen Lösegeldes kam er frei. Danach wurde er vom Herzog ermächtigt, seinen Gegner zu befehden und sich so schadlos zu halten.
Seit dem Jahr 1395 wurde auch die Nordsee Tummelplatz der Vitalienbrüder. Besonders in friesischen Landen fanden sie Aufnahme und Unterstützung, denn sie leisteten den Friesen in ihrem Kampf gegen Herzog Albrecht gute Dienste. 1396 trat ein Umschwung in dem Verhältnis zwischen Herzog Albrecht und Widzeld ein, als die Vitalienbrüder in Marienhafe aufgenommen wurden. 
Herzog Albrecht von Bayern hatte sich die Unterwerfung der Friesen zum Ziel gesetzt. 1396 unternahmen er und sein Sohn Wilhelm einen Kriegszug gegen sie, aber sie errangen keinen nachhaltigen Erfolg.
1398 hingegen, als Albrecht von neuem die Friesen bekriegte, mussten ihm Oster- und Westergo huldigen und nur der Nordosten behauptete seine Unabhängigkeit. Hier hatte vor allen Dingen Groningen die Friesen unterstützt, um sein altes Handelsgebiet zu wahren. In diesen Kriegen leisteten die Vitalienbrüder gute Dienste, indem sie die Küsten des Gebietes von Herzog Albrecht verwüsteten. Auch Widzeld hatte ihnen Aufnahme gewährt (Marienhafe). Die Vitalienbrüder legten den Handel lahm, was vor allem der Hanse schweren Schaden zufügte. Diese beschloss, dagegen einzuschreiten. Früh genug bemerkte Widzeld die Gefahr, die ihm als Heger der Vitalienbrüder durch die Hanse drohte. Er erklärte sich dem Herzog Albrecht und der Hanse gegenüber bereit, künftig keine Seeräuber in seinen Landen zu dulden, falls man ihm Straffreiheit gewähre. Ein weiterer Grund für diesen Schritt Widzelds waren die Entwicklungen im friesischen Raum in jenen Tagen. Durch die Niederlage von Oster- und Westergo 1398 mussten sich die Reichen und Mächtigen dem Herzog unterwerfen (dies waren die Heemstras, Camminghas, Wiardas in Wester- und Ostergo, die Gockingas, Houwerdas, Onstas, Verhildenas, Eysingas, Snelgeersoons und Wibbens in Friesland zwischen Lauwers und Ems). Sie übertrugen dem Herzog Albrecht ihre Besitzungen, um sie von ihm als Erblehen zurückzuerhalten.
Auch Widzeld und Folkmar Allena wurden Lehnleute des Herzogs. 1398 waren die beiden Häuptlinge im Haag. Der Herzog versprach ihnen seinen Schutz für all ihre Besitzungen und künftigen Eroberungen. Sie ihrerseits verpflichteten sich, zu bewirken, dass Groningen dem Herzog huldigte, und er gestattete ihnen für diesen Fall, ihm bei der Besetzung der dortigen Obrigkeit zur Seite zu stehen.
Der Herzog bemühte sich nunmehr, zwischen der Hanse und den tom Brook zu vermitteln. Man bestimmte eine Tagfahrt auf den 1. Mai 1399: hier sollte der Herzog als Schiedsrichter die streitigen Punkte entscheiden. Aber die Städte waren verhindert und der Termin musste verschoben werden. Es wurde der 25. Juli 1399 festgesetzt. Widzeld geriet im April 1399 mit dem Abt Fokko von Thedingen in einen Streit, weil dieser sein Kloster in unzulässiger Weise befestigt hatte. Widzeld eroberte das Kloster, geriet bei Detern in einen Hinterhalt und floh mit seinen Mannen in die dortige Kirche. Seine Feinde zündeten das Gotteshaus an und Widzeld erstickte und verbrannte mit seinen Leuten in der Kirche.
Durch Widzelds Tod war ein militärisches Eingreifen der Hanse in die friesischen Verhältnisse nicht notwendig, zumal man es vorzog, die Ostsee von Seeräubern zu befreien. Trotzdem führte die Hanse nun die Verhandlungen weiter. Auf dem Hansetag in Nykjöbing, der im September 1399 abgehalten wurde, beschloss man, an die Heger der Vitalienbrüder, so an Keno, Briefe mit der Aufforderung zu schreiben, die Seeräuber nicht mehr in ihren Landen zu dulden.
Der junge Keno tom Brok, nun Häuptling, kam diesem Verlangen nach. Auf dem Hansetag zu Lübeck am 2. Februar 1400 erschien Almer, der Kaplan Kenos, und erklärte, dass Keno bereit sei, die Vitalienbrüder zu entlassen, falls man ihm Straffreiheit gewähre. Nachdem die Hanse dies zusicherte, wurden die Seeräuber bis Mitte März aus den Brokschen Landen ausgewiesen.